# Asteropeia (Tochter des Pelias)
Asteropeia (altgriechisch Ἀστερόπεια Asterópeia) ist in der griechischen Mythologie eine Tochter des Pelias.
Bei Pausanias ist sie eine der Töchter des Pelias, die wegen des Versprechens Medeas, ihren Vater damit zu retten, diesen schlachtete und kochte. Nach dieser Tat musste sie nach Arkadien fliehen, wo nach ihrem Tod ein Hügel über ihrem Grab errichtet wurde.
Pausanias berichtet, dass die Namen der Töchter des Pelias nicht überliefert worden seien, der Maler Mikon aber die Namen Asteropeia und Antinoe hinterlassen habe. Bei Hyginus Mythographus und bei Diodor werden die Namen der Töchter des Pelias genannt, wobei Asteropeia dort nicht vorkommt.
Mit der Namensform Asterope (Ἀστερόπη Asterópē) ist sie auf einem attischen Onos aus Eretria abgebildet.